# Gary Naysmith
Gary Andrew Naysmith (nacido en Edimburgo, Escocia, 16 de noviembre de 1978), futbolista escocés. Juega de defensa y su primer equipo fue Heart of Midlothian. Después jugó con Everton FC. Juega actualmente en Aberdeen FC de Escocia.

## Selección nacional
Ha sido internacional con la Selección de fútbol de Escocia, ha jugado 46 partidos internacionales y ha anotado 1 gol.

## Clubes
| Club                | País       | Año       |
| ------------------- | ---------- | --------- |
| Heart of Midlothian | Escocia    | 1996-2000 |
| Everton FC          | Inglaterra | 2000-2007 |
| Sheffield United    | Inglaterra | 2007-2010 |
| Huddersfield Town   | Inglaterra | 2010-2012 |
| Aberdeen FC         | Escocia    | 2012-2013 |
| East Fife           | Escocia    | 2013-2016 |

## Palmarés

### Campeonatos nacionales
| Título          | Club                 | País    | Año  |
| --------------- | -------------------- | ------- | ---- |
| Copa de Escocia | Hearts of Midlothian | Escocia | 1998 |